# LIME
LIME là một nhóm nhạc nữ Việt Nam có 4 thành viên gồm: Liz Kim Cương, Ivone Diệu Linh, May Thúy Vy và Emma Nhất Khanh được tuyển chọn, đào tạo, thành lập và quản lý độc quyền bởi công ty liên doanh Việt-Hàn V&K Entertainment. Nhóm hoạt động song song ở cả hai thị trường Việt Nam và Hàn Quốc. 
Điểm chung của 4 thành viên LIME là các cô nàng đều trưởng thành từ cuộc thi Ngôi Sao Việt 2014 và mỗi thành viên đều có riêng cho mình nhiều thành tích nổi bật trước đó qua các cuộc thi khác như Miss Teen, Miss Sàn Nhạc, Kpop Contest, Bước nhảy xì tin, Vietnam Idol... 
Tháng 5 năm 2019, nhóm tuyên bố chính thức tan rã sau khi hết hạn hợp đồng độc quyền với công ty chủ quản là V&K Entertainment.

## Tên gọi
Tên gọi của nhóm mang ý nghĩa là sự trẻ trung, tươi mới và năng động giống như trái chanh xanh (LIME). Ngoài ra nó còn là chữ cái đầu của nghệ danh 4 thành viên (Liz - Ivone - May - Emma). 
Tên fandom của nhóm là SODA mang ý nghĩa là người hâm mộ sẽ luôn ở bên cạnh nhóm, giống như chanh xanh phải uống với Soda.

## Thành viên
| Nghệ danh (Alias) | Tên khai sinh (Birth Name) | Ngày sinh (D.O.B) | Vị trí (Position)              |
| Liz               | Phan Kim Cương             | 15 tháng 11, 1993 | Leader, Main Vocal             |
| Ivone             | Bùi Diệu Linh              | 7 tháng 9, 1993   | Main Rapper                    |
| May               | Khúc Nguyễn Thúy Vy        | 6 tháng 2, 1995   | Main Dancer, Lead Vocal        |
| Emma              | Trương Phạm Nhất Khanh     | 10 tháng 10, 1995 | Sub Vocal, Lead Dancer, Maknae |

## Phong cách âm nhạc
Nhóm biểu diễn nhạc V-pop nhưng đậm chất K-pop. Các ca khúc của nhóm được sáng tác và phối khí bởi các nhạc sĩ và nhạc công người Hàn Quốc.

## Lịch sử

### 2012 - 2014: Trước khi ra mắt
- Ngày 12/12/2012, Nhất Khanh và Thúy Vy đã ra mắt trong nhóm nhạc YounQ, dưới nghệ danh Fei và Hayoon. Thúy Vy cũng có bề dày thành tích khi từng tham gia Miss Teen 2012, Top 100 Vietnam Idol 2014. Nhất Khanh có một thành tích đáng nể với các giải thưởng như vô địch cá nhân Bước Nhảy Xì Tin 2010 tỉnh Cà Mau, top 2 cá nhân chung kết khu vực miền Tây Bước Nhảy Xì Tin 2011, giải 2 HEC Korea Festival 2014, giải 3 Miss CCtalk 2014.
- Trước khi đến với LIME, Kim Cương cũng đã tham gia nhiều cuộc thi và gặt hái được một số thành công nhất định: Miss Sàn Nhạc 2013, Top 20 Miss Teen 2011. Ngoài ra cô cũng được nhiều bạn trẻ yêu mến khi cover bài hát của các ca sĩ nổi tiếng.
- Diệu Linh từng có đạt top 3 Kpop Contest.
- Ngày 19/7/2014, sau khi chương trình Ngôi sao Việt 2014 kết thúc, top 4 thành viên nữ đội hình LIME ban đầu được chọn ra bao gồm: Thu Giang (Top 2), Kim Cương (Top 3), Thúy Vy (Top 5), Diệu Linh (Top 6) nhưng sau đó Thu Giang (Suni Hạ Linh) lại quyết định xin rút khỏi V&K Entertainment nên cuối cùng Nhất Khanh (Top 20) đã được bầu bổ sung.

### 2015: Ra mắt, tên fan club chính thức
- Ngày 26/5/2015, nhóm LIME chính thức ra mắt với MV đầu tay mang tên Đừng vội (Take It Slow) kết hợp với nhóm nhạc Hàn Quốc HIGH4, được sáng tác bởi nhạc sĩ Hàn Quốc Kim Do-hoon. MV được thực hiện và sản xuất bởi ekip Hàn-Việt.
- Sau khi phát hành MV đầu tay, nhóm đã phải sang Hàn Quốc rèn luyện thêm và thực hiện các hoạt động quảng bá suốt 2 năm.
- Nhóm có hậu bối là SOYA.D.

1. LIME đã mang quyết tâm tấn công thị trường Hàn Quốc và tung ra single ra mắt "Toc Toc Toc" trên trang nghe nhạc trực tuyến Melon vào ngày 27/7/2015.
2. Tại thị trường Việt Nam, single thứ hai mang tên "Senior" cùng MV cũng được phát hành vào ngày 8/9/2015.
3. Thông báo tên fandom chính thức của nhóm là SODA.
4. Tháng 11 năm 2015, LIME trở về nước và phát hành ca khúc "Toc Toc Toc" bản tiếng Việt.

### 2016: May rời nhóm và sự trở lại của đội hình mới
1. Ngày 26/5/2016, V&K Entertainment thông báo May quyết định xin rút khỏi nhóm vì lý do cá nhân.
2. Ngày 15/7/2016, nhóm đăng tải MV ca khúc Đừng vội phiên bản tiếng Hàn và gây ấn tượng khi biểu diễn ca khúc "Đừng vội" (Take It Slow) bản tiếng Hàn trong chương trình I Can See Your Voice được phát sóng vào ngày 14/7/2016 của Đài truyền hình cáp Mnet.
3. Tung ra sản phẩm đầu tiên tại Việt Nam với đội hình mới – "Part of Me" vào ngày 5/9/2016.
4. Vào tháng 12 năm 2016, LIME đã trở về nước và chính thức hoạt động lâu dài tại thị trường Việt Nam.
5. Ngày 31/12/2016, LIME biểu diễn sân khấu lần đầu tiên đánh dấu sự trở lại tại Việt Nam bằng bài hát "Toc Toc Toc" trong chương trình Thử thách cùng bước nhảy: So You Think You Can Dance.
6. Cùng Jenny Yun cover bài Take It Slow.

### 2017: Sự trở lại, Liz solo,Keeng Young Awards, Korea Culture & Entertainment Awards
1. Ngày 24/4/2017 phát hành một MV mới mang tên "Baby Boo".
2. Liz ra mắt MV solo đầu tay ''Tâm tư giữ riêng em''.
3. Ngày 10/8/2017 phát hành MV quảng cáo Essance Mascara mang tên ''Mi xinh tim rung rinh''.
4. Ngày 5/11/2017 phát hành ca khúc sôi động mang tên "Party Girlz".
5. Vào giữa tháng 8, nhóm LIME cùng nhóm Monstar sang Hàn Quốc thông qua một cuộc thi của Vlive. Nhóm đã được gặp các nhóm nhạc RBW Boys, P.O.P và Mamamoo.
6. Tham gia Gala Nhạc Việt cùng Monstar.
7. Nhận Giải thưởng Keeng Young Awards.
8. Liz đăng quang trong chương trình Be a Star phiên bản Việt.
9. Nhận Giải thưởng Korea Culture & Entertainment Awards.

### 2018: Asia Model Awards và sự trở lại, Emma solo
1. Nhận Giải thưởng Asia Model Awards tại Hàn Quốc.
2. Ngày 31/5/2018, Liz ra mắt MV solo thứ hai ''Phải Thật Hạnh Phúc''.
3. Ngày 16/8/2018 phát hành MV "I'm Your Fan".
4. Emma đóng vai lớp trưởng Tiểu Quyên trong phim Cô gái đến từ bên kia. Cô còn đóng phim Cương thi biến của Duy Khánh, hợp tác cùng rapper Karik trong bài hát sôi động Tất cả tại anh.

### 2019: Tan rã
1. Tham gia Gala Nhạc Việt cùng Thanh Duy.
2. Emma tham gia phim Love Chronicles của hãng DADA Studio Việt Nam.
3. Liz làm MC trong Vlive.
4. Ngày 13/5/2019, nhóm tuyên bố chính thức tan rã sau 5 năm hoạt động.

## Chương trình

### Chương trình truyền hình
| Năm  | Chương trình            | Kênh phát sóng  | Số tập | Thành viên      | Ngày phát sóng             | Vai trò         | Ghi chú           |
| 2014 | Ngôi Sao Việt           | VTV3            | 19     | Emma, May       | 15/3/2014                  | Thí sinh        | Tập 1             |
| 2014 | Ngôi Sao Việt           | VTV3            | 19     | Ivone, Liz      | 29/3/2014                  | Thí sinh        | Tập 3             |
| 2014 | Ngôi Sao Việt           | VTV3            | 19     | Cả nhóm         | Từ 5/4/2014 đến 31/5/2014  | Thí sinh        | Tập 4 đến tập 12  |
| 2014 | Ngôi Sao Việt           | VTV3            | 19     | Ivone, Liz, May | Từ 7/6/2019 đến 5/7/2014   | Thí sinh        | Tập 13 đến tập 17 |
| 2014 | Ngôi Sao Việt           | VTV3            | 19     | Liz, May        | 12/7/2014                  | Thí sinh        | Tập 18            |
| 2014 | Ngôi Sao Việt           | VTV3            | 19     | Liz             | 19/7/2014                  | Thí sinh        | Tập 19            |
| 2015 | Rẽ Trái Rẽ Phải         | Yeah1TV         | 5      | Cả nhóm         | Từ 8/1/2015 đến 12/2/2015  | Khách mời       | Tập 33 đến tập 37 |
| 2015 | Chung sức               | HTV7            | 1      | Cả nhóm         | 2/6/2015                   | Thí sinh        | Đội trái chanh    |
| 2015 | Ống Kính 70             | Yeah1TV         | 1      | Cả nhóm         | 17/6/2015                  | Khách mời       | –                 |
| 2015 | Bữa trưa vui vẻ         | VTV6            | 1      | Cả nhóm         | 30/11/2015                 | Khách mời       | –                 |
| 2016 | I can see your voice    | Mnet            | 1      | Cả nhóm         | 14/7/2016                  | Thí sinh        | Mùa 3 tập 3       |
| 2016 | Tour vs Tour            | ARIRANG CULTURE | 1      | Cả nhóm         | 16/10/2016                 | Thí sinh        | –                 |
| 2017 | Siêu bất ngờ            | HTV7            | 1      | Cả nhóm         | 25/1/2017                  | Thí sinh        | Tập 4             |
| 2017 | Hòa Âm Ánh Sáng         | VTV3            | 1      | Cả nhóm         | 17/3/2017                  | Thí sinh        | –                 |
| 2017 | Bạn là ngôi sao         | HTV7            | 10     | Liz             | Từ 23/4/2017 đến 3/7/2017  | Thí sinh        | –                 |
| 2017 | Bạn là ngôi sao         | HTV7            | 10     | Ivone           | 15/5/2017                  | Thí sinh hỗ trợ | Tập 4             |
| 2017 | Bạn là ngôi sao         | HTV7            | 10     | Emma            | 15/5/2017                  | Khán giả        | Tập 4             |
| 2017 | Bạn Có Bình Thường      | HTV7            | 1      | Emma, Liz       | 25/4/2017                  | Thí sinh        | –                 |
| 2017 | Lớp Học Vui Nhộn        | Yeah1TV         | 7      | Emma            | 2/6/2017                   | Khách mời       | Tập 177           |
| 2017 | Lớp Học Vui Nhộn        | Yeah1TV         | 7      | Emma            | 30/6/2017                  | Khách mời       | Tập 181           |
| 2017 | Lớp Học Vui Nhộn        | Yeah1TV         | 7      | Emma            | 15/9/2017                  | Khách mời       | Tập 192           |
| 2017 | Lớp Học Vui Nhộn        | Yeah1TV         | 7      | Ivone           | 16/6/2017                  | Khách mời       | Tập 179           |
| 2017 | Lớp Học Vui Nhộn        | Yeah1TV         | 7      | Ivone           | 8/9/2017                   | Khách mời       | Tập 191           |
| 2017 | Lớp Học Vui Nhộn        | Yeah1TV         | 7      | Liz             | 18/8/2017                  | Khách mời       | Tập 188           |
| 2017 | Lớp Học Vui Nhộn        | Yeah1TV         | 7      | Liz             | 22/9/2017                  | Khách mời       | Tập 193           |
| 2017 | 갓티비                  | KBS             | 1      | Cả nhóm         | 15/7/2017                  | Thí sinh        | –                 |
| 2017 | Một Trăm Triệu Một Phút | VTV3            | 1      | Cả nhóm         | 30/7/2017                  | Thí sinh        | Tập 105           |
| 2017 | Kara hits               | Yeah1TV         | 1      | Cả nhóm         | 02/10/2017                 | Thí sinh        | Tập 12            |
| 2017 | Vì yêu mà đến           | HTV7            | 1      | Emma            | 30/11/2017                 | Khách mời       | Tập 12            |
| 2017 | Bữa trưa vui vẻ         | VTV3            | 1      | Liz             | 27/12/2017                 | Khách mời       | –                 |
| 2018 | Ngạc Nhiên Chưa         | HTV7            | 1      | Emma            | 3/1/2018                   | Thí sinh        | Tập 118           |
| 2018 | Sàn đấu ca từ           | HTV7            | 1      | Cả nhóm         | 17/2/2018                  | Thí sinh        | Mùa 2 tập 2       |
| 2018 | Siêu bất ngờ            | HTV7            | 1      | Cả nhóm         | 6/3/2018                   | BGK Khách mời   | Mùa 2 tập 30      |
| 2018 | Giải Mã Tình Yêu        | MCV             | 5      | Liz             | Từ 29/4/2018 đến 27/5/2018 | Khách mời       | Tập 16 đến tập 20 |
| 2018 | Ca sĩ tranh tài         | VTV3            | 1      | Liz             | 29/5/2018                  | Thí sinh        |                   |
| 2018 | Ẩm thực kỳ duyên        | HTV7            | 1      | Cả nhóm         | 19/10/2018                 | Thí sinh        | Tập 4             |
| 2019 | Chào năm mới            | THVL            | 1      | Cả nhóm         | 1/1/2019                   | Khách mời       | –                 |
| 2019 | Đùa Như Thật            | HTV7            | 1      | Cả nhóm         | 19/1/2019                  | Thí sinh        | Tập 10            |
| 2019 | Gala Nhạc Việt          | HTV7            | 1      | Cả nhóm         | 25/1/2019                  | Thí sinh        | Tập 13            |
| 2019 | Mình ăn trưa nhé        | HTV7            | 1      | Cả nhóm         | 10/3/2019                  | Thí sinh        | Mùa 2 tập 18      |
| 2019 | Gương mặt thân quen     | VTV3            | 12     | Emma            | 2/11/2019-18/1/2020        | Thí sinh        | Hạng 4            |

### Chương trình chiếu mạng
| Năm  | Chương trình                           | Nền tảng | Số tập | Kênh phát sóng      | Ngày phát sóng              | Thành viên  | Vai trò   | Ghi chú                                               |
| 2015 | LIME TV                                | YouTube  | 17     | LIME                | Từ 26/5/2015 đến 13/10/2015 | Cả nhóm     | MC        | Chương trình riêng của nhóm                           |
| 2017 | XY:XX - Chuyện con trai Chuyện con gái | V Live   | 12     | V VIETNAM           | Từ 11/8/2017 đến 3/11/2017  | Emma        | MC        | Cùng với Nicky (Monstar)                              |
| 2017 | EATING SHOW                            | V Live   | 1      | V VIETNAM           | 13/8/2017                   | Emma        | Khách mời | –                                                     |
| 2017 | U.F.O                                  | V Live   | 2      | CREATORY            | 6/12/2017                   | Emma        | Khách mời | Tập 1                                                 |
| 2017 | U.F.O                                  | V Live   | 2      | CREATORY            | 27/12/2017                  | Emma        | Khách mời | Tập 4                                                 |
| 2017 | XXMS                                   | V Live   | 1      | CREATORY            | 8/12/2017                   | Cả nhóm     | Khách mời | Tập 15                                                |
| 2017 | SATURDAY RADIO                         | YouTube  | 1      | King Live           | 15/12/2017                  | Cả nhóm     | Khách mời | –                                                     |
| 2017 | TALKSHOW TÁM TÁM                       | Facebook | 1      | LIME                | 31/12/2017                  | Cả nhóm     | Khách mời | –                                                     |
| 2018 | Tám đầy chất xám                       | V Live   | 3      | V VIETNAM           | 4/1/2018                    | Emma        | Khách mời | Chủ đề xuân                                           |
| 2018 | Tám đầy chất xám                       | V Live   | 3      | V VIETNAM           | 8/2/2018                    | Emma        | Khách mời | Chủ đề yêu xa                                         |
| 2018 | Tám đầy chất xám                       | V Live   | 3      | V VIETNAM           | 18/9/2018                   | Emma        | Khách mời | Chủ đề anti-fan                                       |
| 2018 | Bỗng Dưng Phải Nấu                     | V Live   | 2      | V VIETNAM           | 26/1/2018                   | Emma        | Khách mời | Tập 6                                                 |
| 2018 | Bỗng Dưng Phải Nấu                     | V Live   | 2      | V VIETNAM           | 9/3/2018                    | Cả nhóm     | Khách mời | Tập 10                                                |
| 2018 | Lột Xác Lời Bài Hát                    | V Live   | 4      | V VIETNAM           | 1/2/2018                    | Emma        | Khách mời | Với Thanh Duy, Han Sara                               |
| 2018 | Lột Xác Lời Bài Hát                    | V Live   | 4      | V VIETNAM           | 3/4/2018                    | Emma        | Khách mời | Với Thanh Duy, Tiến Công                              |
| 2018 | Lột Xác Lời Bài Hát                    | V Live   | 4      | V VIETNAM           | 10/4/2018                   | Emma        | Khách mời | Với Thanh Duy, Tùng Maru (Uni5)                       |
| 2018 | Lột Xác Lời Bài Hát                    | V Live   | 4      | V VIETNAM           | 22/5/2018                   | Liz         | Khách mời | Với Thanh Duy, Juun Đăng Dũng                         |
| 2018 | U.FO                                   | V Live   | 3      | CREATORY            | 14/2/2018                   | Emma        | Khách mời | Tập 10                                                |
| 2018 | U.FO                                   | V Live   | 3      | CREATORY            | 4/5/2018                    | Emma, Ivone | Khách mời | Tập 18                                                |
| 2018 | U.FO                                   | V Live   | 3      | CREATORY            | 16/6/2018                   | Emma        | Khách mời | Tập 24                                                |
| 2018 | 5+ The Air Full House                  | V Live   | 1      | The Air             | 1/7/2018                    | Cả nhóm     | Khách mời | Tập 5                                                 |
| 2018 | XXMS x Singer                          | V Live   | 2      | Misthy              | 26/10/2018                  | Ivone       | Khách mời | Tập 1                                                 |
| 2019 | XXMS x Singer                          | V Live   | 2      | CREATORY            | 11/1/2019                   | Emma        | Khách mời | Tập 10                                                |
| 2019 | Fer Fer Show                           | V Live   | 1      | Hương Giang         | Từ 21/2/2019 đến 10/5/2019  | Emma        | Khách mời | Tập 6                                                 |
| 2019 | V HEARTBEAT WEEKLY                     | V Live   | 15     | V HEARTBEAT VIETNAM | Từ 21/2/2019 đến 10/5/2019  | Liz         | MC        | Từ tập 33 đến tập 45 (với tư cách là thành viên LIME) |

### Phỏng vấn trên TV
| Năm  | Kênh phát sóng | Thành viên | Ngày phát sóng |
| 2015 | AJU TV         | Cả nhóm    | 24/9/2015      |
| 2016 | TongTong TV    | Cả nhóm    | 16/9/2016      |

## Video âm nhạc

### Video âm nhạc
| Năm  | Video                    | Thành viên | Ghi chú                                                                          |
| 2015 | Đừng vội (Take It Slow)  | Cả nhóm    | Bài hát debut của nhóm                                                           |
| 2015 | Senior                   | Cả nhóm    |                                                                                  |
| 2015 | 서두르지마(Take It Slow) | Cả nhóm    | Phiên bản tiếng Hàn                                                              |
| 2016 | Part Of Me               | Cả nhóm    | Bài hát đầu tiên sau khi thay đổi đội hình                                       |
| 2016 | Part Of Me               | Cả nhóm    | Phiên bản tiếng Hàn                                                              |
| 2017 | Baby Boo                 | Cả nhóm    |                                                                                  |
| 2017 | Baby Boo                 | Cả nhóm    | Phiên bản tiếng Hàn (Không có rap)                                               |
| 2017 | Baby Boo                 | Cả nhóm    | Phiên bản tiếng Hàn (Có rap)                                                     |
| 2017 | Tâm Tư Giữ Riêng Em      | Liz        | Remake từ bài hát ''원하고 원망하죠 (Hope and desire)''                          |
| 2017 | Mi Xinh Tim Rung Rinh    | Cả nhóm    | Quảng cáo Essance Mascara                                                        |
| 2017 | Đêm Mùa Mưa              | Ivone      | Hợp tác với Đào Bá Lộc                                                           |
| 2017 | Party Girlz              | Cả nhóm    |                                                                                  |
| 2018 | Phải Thật Hạnh Phúc      | Liz        |                                                                                  |
| 2018 | I'm Your Fan             | Cả nhóm    | Bài hát cuối cùng trước khi nhóm tan rã, cũng là bài hát nhóm dành tặng cho SODA |
| 2018 | Tất Cả Tại Anh           | Emma       | Kết hợp với Karik                                                                |

### Video âm nhạc đã xuất hiện
| Năm  | Video           | Nghệ sĩ | Thành viên | Ghi chú                             |
| 2012 | Weekend         | YounQ   | Emma, May  | Với tư cách là thành viên của YounQ |
| 2013 | Hello! Summer   | YounQ   | Emma, May  | Với tư cách là thành viên của YounQ |
| 2015 | Anh Vẫn Hy Vọng | Andiez  | Emma       | OST Cương Thi Biến                  |
| 2018 | Trộm Yêu        | JSOL    | Ivone      |                                     |

## Một số bài hát khác
| Năm  | Video            | Thành viên | Ghi chú                                               |
| 2018 | We Run The World | Liz        | OST Trường Học Bá Vương, hợp tác với Bảo Kun, Wean Le |
| 2018 | Năm Tháng Ấy     | Liz        | OST Trường Học Bá Vương                               |

## Danh sách phim
| Năm  | Tên phim              | Thành viên | Vai diễn   | Ghi chú   |
| 2018 | Cô gái đến từ bên kia | Emma       | Tiểu Quyên | Vai Phụ   |
| 2018 | Cương Thi Biến        | Emma       | Thiên Lý   | Vai Phụ   |
| 2018 | Ông Ngoại Tuổi 30     | Liz        | -          | Cameo     |
| 2018 | Trường Học Bá Vương   | Liz        | Liz        | Vai Phụ   |
| 2018 | Trường Học Bá Vương   | Ivone      | Ivone Park | Cameo     |
| 2019 | Love Chronicles       | Emma       | Nhất Khanh | Vai Chính |

## Giải thưởng và đề cử
| Năm  | Giải thưởng                          | Hạng mục                          | Kết quả   |
| 2017 | Keeng Young Awards                   | Nhóm ca được yêu thích nhất       | Đoạt giải |
| 2017 | Korea Culture & Entertainment Awards | Nghệ sĩ nước ngoài khu vực Châu Á | Đoạt giải |
| 2017 | Giải Mai Vàng 2017                   | Nhóm nhạc được yêu thích nhất     | Đề cử     |
| 2018 | Asia Model Awards                    | Nghệ sĩ nước ngoài được yêu thích | Đoạt giải |
| 2018 | Giải Mai Vàng                        | Nhóm nhạc được yêu thích nhất     | Đề cử     |
| 2018 | Zing Music Awards 2018               | Nhóm nhạc được yêu thích nhất     | Đề cử     |